# Chi Virginis
Chi Virginis (χ Vir, χ Virginis) o HD 110014 è una stella nella costellazione della Vergine. Sulla base delle misurazioni della parallasse, si trova a circa 315 anni luce (97 parsec) dalla Terra, con una magnitudine visiva apparente di 4,65, che la rende sufficientemente luminosa per essere vista ad occhio nudo in condizioni di visione adeguate. Insieme a Psi Virginis e altre stelle adiacenti, era nota in Cina come Tsin Teen.

## Caratteristiche fisiche
La stella è classificata come K2 III, ossia con una classe di luminosità "III" che indica trattarsi di una stella gigante che ha consumato l'idrogeno nel suo nucleo e si è evoluta lontano dalla sequenza principale. Ha una massa circa doppia rispetto a quella del Sole e si è espansa fino ad avere un raggio 23 volte quello del Sole, conferendogli una luminosità pari a 182 volte la luminosità solare. La temperatura efficace del suo involucro esterno è di circa 4 395 K,  che le conferisce la tonalità arancione tipica delle stelle di tipo K. L'abbondanza di elementi diversi dall'idrogeno e dall'elio, ciò che gli astronomi chiamano la metallicità della stella, è leggermente superiore a quella del Sole. 
La stella ha tre compagne ottiche. La prima è una stella di tipo K0 e si trova a una separazione angolare di 173,1 secondi d'arco, con magnitudine 9,1. La seconda si trova a 221,2 secondi d'arco, con magnitudine 10, e la terza è una è una stella di tipo K2 con magnitudine 9,1, che si trova a 321,2 secondi d'arco. Nessuna di queste stelle sembra essere anche una compagna fisica di Chi Virginis.

## Sistema planetario
Nel luglio 2009, è stato scoperto che Chi Virginis ha un pianeta massiccio con un'eccentricità orbitale elevata, pari a 0,46, un periodo orbitale di circa 835 giorni e una massa almeno 11 volte maggiore di quella di Giove. Nell'agosto del 2015 è stata scoperta l'esistenza di un secondo pianeta, grande circa tre volte più di Giove e avente una distanza dalla stella simile a quella di Venere dal Sole.
| Pianeta | Massa       | Periodo orb.     | Sem. maggiore | Eccentricità | Scoperta |
| ------- | ----------- | ---------------- | ------------- | ------------ | -------- |
| b       | ≥11,09±1 MJ | 835,477±6 giorni | 2,14±0,03 UA  | 0,462±0,069  | 2009     |
| c       | 3,1 MJ      | 130 giorni       | 0,64 UA       | 0,44 ± 0,2   | 2015     |